# Kamenný most se sochou svatého Jana Nepomuckého (Budišov nad Budišovkou)
Kamenný most se sochou svatého Jana Nepomuckého vede přes řeku Budišovku v Budišově nad Budišovkou v okrese Opava a byl zapsán do Ústředního seznamu kulturních památek ČR.

## Historie
Barokní kamenný most byl postaven v roce 1773. Na mostní pilíř v ose mostu byla usazena barokní socha svatého Jana Nepomuckého, kterou vytvořil Jiří Antonín Heinz v roce 1725. V roce 1959 projíždějící tank na cvičení hlavní srazil světci hlavu. Socha byla restaurována do původního stavu.

## Popis

### Svatý Jan Nepomucký
Na parapetu středního pilíře mostu na nízkém soklu, který je vepředu zdoben akantovou oválnou kartuší, je posazena pískovcová plastika světce. V kartuši je plastický letopočet 1725, na boční straně soklu je nápis Postaveno Léta Páně 1773 (aecdificatum a. d. 1773). Postava světce je v silném kontrapostu s vykročenou pravou nohou, esovitě prohnutým trupem vytočeným k pravému rameni. Je oděn do tradičního oděvu: kleriky, rochety a kožešinové mozetty. Na hlavě má biret. Světec se sklání na oběma rukama přidržovaný kříž s korpusem Krista. Za hlavou má zlacenou hvezdnou svatozář.

### Most
Silniční most o dvou obloucích je neomítaný, zděný z lomového kamene, s vyzděnými kamennými postranními zídkami (parapety). Je dlouhý dvanáct metrů, široký šest metrů a čtyři metry nad hladinou řeky. Oblouky nasedají na středový říční pilíř, který je na návodní (západní) straně je zesílen půlválcem a na povodní straně je obdélné zesílení se sochou svatého Jana Nepomuckého na parapetu.